# ICC Trophy 1997
De ICC Trophy werd in 1997 voor de zesde keer gehouden en voor het eerst in Maleisië. Bangladesh won het toernooi. Net als bij de vorige editie waren op dit toernooi drie tickets voor het wereldkampioenschap cricket 1999 te verdienen. Deze gingen naast de winnaar naar het Keniaans en het Schots cricketelftal.

## Deelnemers en opzet
Alle 23 landen met de status van "Associate Member" bij de ICC mochten meedoen, alleen Nepal deed niet mee. De 22 landen werden verdeeld over twee groepen van zes en twee groepen van vijf landen. De nummers een en twee gingen door naar de tweede ronde. Daarin werden de landen in twee groepen van vier ingedeeld waarbij de nummers een en twee de halve finales speelden. De landen die tussentijds afvielen speelden een rangschikkingstoernooi. Een overwinning was goed voor vier punten, een gestaakte of afgezegde wedstrijd leverde twee punten op. Bij een gelijk aantal punten gaf het onderling resultaat en vervolgens het run rate de doorslag.

## Wedstrijden hoofdtoernooi

### Eerste ronde
Groep A
| Team             | Gesp. | W | V | GR | NG | Ptn | RR     |
| ---------------- | ----- | - | - | -- | -- | --- | ------ |
| Kenia            | 5     | 5 | 0 | 0  | 0  | 10  | 2.712  |
| Ierland          | 5     | 4 | 1 | 0  | 0  | 8   | 1.682  |
| Verenigde Staten | 5     | 3 | 2 | 0  | 0  | 6   | 0.740  |
| Singapore        | 5     | 2 | 3 | 0  | 0  | 4   | −1.066 |
| Gibraltar        | 5     | 1 | 4 | 0  | 0  | 2   | −2.134 |
| Israël           | 5     | 0 | 5 | 0  | 0  | 0   | −1.823 |

| 24 maart | Ierland 2/278 (50 overs) | v | Gibraltar 86 (32.2 overs) | Ierland wint met 192 runs |
| 24 maart |                          |   |                           | Ierland wint met 192 runs |
|          |                          |   |                           |                           |

| 24 maart | Israël 8/154 (50 overs) | v | Kenia 3/157 (31.2 overs) | Kenia wint met 7 wickets |
| 24 maart |                         |   |                          | Kenia wint met 7 wickets |
|          |                         |   |                          |                          |

| 24 maart | Verenigde Staten 8/229 (50 overs) | v | Singapore 9/123 (50 overs) | Verenigde Staten wint met 106 runs |
| 24 maart |                                   |   |                            | Verenigde Staten wint met 106 runs |
|          |                                   |   |                            |                                    |

| 25 maart | Verenigde Staten 5/312 (50 overs) | v | Gibraltar 9/123 (50 overs) | Verenigde Staten wint met 189 runs |
| 25 maart |                                   |   |                            | Verenigde Staten wint met 189 runs |
|          |                                   |   |                            |                                    |

| 25 maart | Singapore 89 (44.4 overs) | v | Kenia 8/90 (30 overs) | Kenia wint met 2 wickets |
| 25 maart |                           |   |                       | Kenia wint met 2 wickets |
|          |                           |   |                       |                          |

| 26 maart | Israël 88 (31.5 overs) | v | Ierland 0/89 (17.2 overs) | Ierland wint met 10 wickets |
| 26 maart |                        |   |                           | Ierland wint met 10 wickets |
|          |                        |   |                           |                             |

| 27 maart | Gibraltar 44 (27.1 overs) | v | Kenia 3/46 (12.4 overs) | Kenia wint met 7 wickets |
| 27 maart |                           |   |                         | Kenia wint met 7 wickets |
|          |                           |   |                         |                          |

| 27 maart | Verenigde Staten 212 (50 overs) | v | Ierland 8/215 (49.1 overs) | Ierland wint met 2 wickets |
| 27 maart |                                 |   |                            | Ierland wint met 2 wickets |
|          |                                 |   |                            |                            |

| 27 maart | Singapore 204 (49.5 overs) | v | Israël 139 (43.4 overs) | Singapore wint met 65 runs |
| 27 maart |                            |   |                         | Singapore wint met 65 runs |
|          |                            |   |                         |                            |

| 28 maart | Singapore 198 (49.3 overs) | v | Gibraltar 6/162 (44.4) | Singapore wint met 6 runs (D/L) |
| 28 maart |                            |   |                        | Singapore wint met 6 runs (D/L) |
|          |                            |   |                        |                                 |

| 29 maart | Kenia 7/247 (50 overs) | v | Ierland 9/128 (50 overs) | Kenia wint met 119 runs |
| 29 maart |                        |   |                          | Kenia wint met 119 runs |
|          |                        |   |                          |                         |

| 29 maart | Israël 105 (47 overs) | v | Verenigde Staten 3/108 (24 overs) | Verenigde Staten wint met 7 wickets |
| 29 maart |                       |   |                                   | Verenigde Staten wint met 7 wickets |
|          |                       |   |                                   |                                     |

| 30 maart | Israël 87 (41 overs) | v | Gibraltar 8/88 (34.2 overs) | Gibraltar wint met 2 wickets |
| 30 maart |                      |   |                             | Gibraltar wint met 2 wickets |
|          |                      |   |                             |                              |

| 30 maart | Singapore 110 (46.5 overs) | v | Ierland 0/113 (10.2 overs) | Ierland wint met 10 wickets |
| 30 maart |                            |   |                            | Ierland wint met 10 wickets |
|          |                            |   |                            |                             |

| 30 maart | Kenia 7/243 (50 overs) | v | Verenigde Staten 32 (19 overs) | Kenia wint met 211 runs |
| 30 maart |                        |   |                                | Kenia wint met 211 runs |
|          |                        |   |                                |                         |

Groep B
| Team                         | Gesp. | W | V | GR | NG | Ptn | RR     |
| ---------------------------- | ----- | - | - | -- | -- | --- | ------ |
| Bangladesh                   | 5     | 5 | 0 | 0  | 0  | 10  | 1.909  |
| Denemarken                   | 5     | 4 | 1 | 0  | 0  | 8   | 0.931  |
| Verenigde Arabische Emiraten | 5     | 3 | 2 | 0  | 0  | 6   | 0.323  |
| Maleisië                     | 5     | 2 | 3 | 0  | 0  | 4   | 0.050  |
| West-Afrika                  | 5     | 1 | 4 | 0  | 0  | 2   | −1.096 |
| Argentinië                   | 5     | 0 | 5 | 0  | 0  | 0   | −2.350 |

| 24 maart | Argentinië 138 (48.3 overs) | v | Bangladesh 5/142 (24 overs) | Bangladesh wint met 5 wickets |
| 24 maart |                             |   |                             | Bangladesh wint met 5 wickets |
|          |                             |   |                             |                               |

| 24 maart | Denemarken 143 (47.2 overs) | v | Maleisië 112 (41.5 overs) | Denemarken wint met 31 runs |
| 24 maart |                             |   |                           | Denemarken wint met 31 runs |
|          |                             |   |                           |                             |

| 24 maart | West-Afrika 72 (40.2 overs) | v | Verenigde Arabische Emiraten 3/73 (14.1 overs) | Verenigde Arabische Emiraten wint met 7 wickets |
| 24 maart |                             |   |                                                | Verenigde Arabische Emiraten wint met 7 wickets |
|          |                             |   |                                                |                                                 |

| 25 maart | Maleisië 189 (50 overs) | v | Argentinië 108 (40.5 overs) | Maleisië wint met 81 runs |
| 25 maart |                         |   |                             | Maleisië wint met 81 runs |
|          |                         |   |                             |                           |

| 25 maart | West-Afrika 82 (39.1 overs) | v | Bangladesh 1/83 (19.4 overs) | Bangladesh wint met 9 wickets |
| 25 maart |                             |   |                              | Bangladesh wint met 9 wickets |
|          |                             |   |                              |                               |

| 26 maart | Verenigde Arabische Emiraten 147 (46.2 overs) | v | Denemarken 9/148 (50 overs) | Denemarken wint met 1 wicket |
| 26 maart |                                               |   |                             | Denemarken wint met 1 wicket |
|          |                                               |   |                             |                              |

| 27 maart | Argentinië 77 (38.1 overs) | v | West-Afrika 5/79 (20.1 overs) | West-Afrika wint met 5 wickets |
| 27 maart |                            |   |                               | West-Afrika wint met 5 wickets |
|          |                            |   |                               |                                |

| 27 maart | Denemarken 98 (47.4 overs) | v | Bangladesh 5/99 (33.5 overs) | Bangladesh wint met 5 wickets |
| 27 maart |                            |   |                              | Bangladesh wint met 5 wickets |
|          |                            |   |                              |                               |

| 27 maart | Maleisië 140 (49.3 overs) | v | Verenigde Arabische Emiraten 8/141 (47.5 overs) | Verenigde Arabische Emiraten wint met 2 wickets |
| 27 maart |                           |   |                                                 | Verenigde Arabische Emiraten wint met 2 wickets |
|          |                           |   |                                                 |                                                 |

| 28 maart | Maleisië 170 (48.1 overs) | v | West-Afrika 8/123 (44 overs) | Maleisië wint met 25 runs (D/L) |
| 28 maart |                           |   |                              | Maleisië wint met 25 runs (D/L) |
|          |                           |   |                              |                                 |

| 29 maart | Denemarken 8/226 (50 overs) | v | Argentinië 76 (35.1 overs) | Denemarken wint met 150 runs |
| 29 maart |                             |   |                            | Denemarken wint met 150 runs |
|          |                             |   |                            |                              |

| 29 maart | Bangladesh 205 (49.3 overs) | v | Verenigde Arabische Emiraten 95 (34.2 overs) | Bangladesh wint met 110 runs |
| 29 maart |                             |   |                                              | Bangladesh wint met 110 runs |
|          |                             |   |                                              |                              |

| 30 maart | Argentinië 7/189 (50 overs) | v | Verenigde Arabische Emiraten 2/190 (31.3 overs) | Verenigde Arabische Emiraten wint met 8 wickets |
| 30 maart |                             |   |                                                 | Verenigde Arabische Emiraten wint met 8 wickets |
|          |                             |   |                                                 |                                                 |

| 30 maart | Bangladesh 9/211 (50 overs) | v | Maleisië 8/152 (31.3 overs) | Bangladesh wint met 59 runs |
| 30 maart |                             |   |                             | Bangladesh wint met 59 runs |
|          |                             |   |                             |                             |

| 30 maart | West-Afrika 105 (45.5 overs) | v | Denemarken 2/106 (22.5 overs) | Denemarken wint met 8 wickets |
| 30 maart |                              |   |                               | Denemarken wint met 8 wickets |
|          |                              |   |                               |                               |

Groep C
| Team                     | Gesp. | W | V | GR | NG | Ptn | RR     |
| ------------------------ | ----- | - | - | -- | -- | --- | ------ |
| Nederland                | 4     | 3 | 0 | 0  | 1  | 7   | 2.932  |
| Canada                   | 4     | 3 | 0 | 0  | 1  | 7   | 0.850  |
| Fiji                     | 4     | 2 | 2 | 0  | 0  | 4   | 0.184  |
| Namibië                  | 4     | 1 | 3 | 0  | 0  | 2   | −1.293 |
| Oost- en Centraal-Afrika | 4     | 0 | 4 | 0  | 0  | 0   | −0.984 |

| 24 maart | Oost- en Centraal-Afrika 26 (15.2 overs) | v | Nederland 2/27 (5.3 overs) | Nederland wint met 8 wickets |
| 24 maart |                                          |   |                            | Nederland wint met 8 wickets |
|          |                                          |   |                            |                              |

| 25 maart | Fiji 128 (41.1 overs) | v | Canada 6/130 (38.2 overs) | Canada wint met 4 wickets |
| 25 maart |                       |   |                           | Canada wint met 4 wickets |
|          |                       |   |                           |                           |

| 25 maart | Namibië 90 (48.5 overs) | v | Nederland 0/91 (23.5 overs) | Nederland wint met 10 wickets |
| 25 maart |                         |   |                             | Nederland wint met 10 wickets |
|          |                         |   |                             |                               |

| 26 maart | Canada 8/264 (50 overs) | v | Namibië 204 (43.2 overs) | Canada wint met 60 runs |
| 26 maart |                         |   |                          | Canada wint met 60 runs |
|          |                         |   |                          |                         |

| 26 maart | Fiji 111 (40.3 overs) | v | Oost- en Centraal-Afrika 76 (44 overs) | Fiji wint met 35 runs |
| 26 maart |                       |   |                                        | Fiji wint met 35 runs |
|          |                       |   |                                        |                       |

| 28 maart | Oost- en Centraal-Afrika 143 (48.1 overs) | v | Namibië 9/144 (46.5 overs) | Namibië wint met 1 wicket |
| 28 maart |                                           |   |                            | Namibië wint met 1 wicket |
|          |                                           |   |                            |                           |

| 28 maart | Fiji 96 (41.2 overs) | v | Nederland 4/100 (20.5 overs) | Nederland wint met 6 wickets |
| 28 maart |                      |   |                              | Nederland wint met 6 wickets |
|          |                      |   |                              |                              |

| 29 maart | Oost- en Centraal-Afrika 179 (50 overs) | v | Canada 6/180 (46.3 overs) | Canada wint met 4 wickets |
| 29 maart |                                         |   |                           | Canada wint met 4 wickets |
|          |                                         |   |                           |                           |

| 29 maart | Fiji 6/178 (50 overs) | v | Namibië 73 (33.5 overs) | Fiji wint met 105 runs |
| 29 maart |                       |   |                         | Fiji wint met 105 runs |
|          |                       |   |                         |                        |

| 30 maart | Nederland | v | Canada | No result * |
| 30 maart |           |   |        | No result * |
|          |           |   |        |             |

* Gestaakt toen vlak voor de start het veld werd bestormd. Omdat beide landen zich al zeker waren van de tweede ronde is de wedstrijd niet ingehaald.
Groep D
| Team                | Gesp. | W | V | GR | NG | Ptn | RR     |
| ------------------- | ----- | - | - | -- | -- | --- | ------ |
| Schotland           | 4     | 4 | 0 | 0  | 0  | 8   | 1.646  |
| Hongkong            | 4     | 3 | 1 | 0  | 0  | 6   | 0.707  |
| Bermuda             | 4     | 2 | 2 | 0  | 0  | 4   | 0.696  |
| Papoea-Nieuw-Guinea | 4     | 1 | 3 | 0  | 0  | 2   | −0.722 |
| Italië              | 4     | 0 | 4 | 0  | 0  | 0   | −2.359 |

| 24 maart | Italië 8/128 (50 overs) | v | Bermuda 3/129 (31.1 overs) | Bermuda wint met 7 wickets |
| 24 maart |                         |   |                            | Bermuda wint met 7 wickets |
|          |                         |   |                            |                            |

| 25 maart | Bermuda 9/227 (50 overs) | v | Hongkong 7/228 (49.4 overs) | Hongkong wint met 3 wickets |
| 25 maart |                          |   |                             | Hongkong wint met 3 wickets |
|          |                          |   |                             |                             |

| 25 maart | Papoea-Nieuw-Guinea 120 (36.1 overs) | v | Schotland 4/121 (38.1 overs) | Schotland wint met 6 wickets |
| 25 maart |                                      |   |                              | Schotland wint met 6 wickets |
|          |                                      |   |                              |                              |

| 26 maart | Schotland 6/221 (50 overs) | v | Hongkong 134 (40.4 overs) | Schotland wint met 87 runs |
| 26 maart |                            |   |                           | Schotland wint met 87 runs |
|          |                            |   |                           |                            |

| 26 maart | Papoea-Nieuw-Guinea 4/219 (50 overs) | v | Italië 118 (48.4 overs) | Papua New Guinea wint met 101 runs |
| 26 maart |                                      |   |                         | Papua New Guinea wint met 101 runs |
|          |                                      |   |                         |                                    |

| 28 maart | Bermuda 9/204 (50 overs) | v | Papoea-Nieuw-Guinea 83 (28.2 overs) | Bermuda wint met 121 runs |
| 28 maart |                          |   |                                     | Bermuda wint met 121 runs |
|          |                          |   |                                     |                           |

| 28 maart | Hongkong 282 (49.4 overs) | v | Italië 137 (41 overs) | Hongkong wint met 145 runs |
| 28 maart |                           |   |                       | Hongkong wint met 145 runs |
|          |                           |   |                       |                            |

| 29 maart | Hongkong 8/232 (50 overs) | v | Papoea-Nieuw-Guinea 151 (42.1 overs) | Hongkong wint met 81 runs |
| 29 maart |                           |   |                                      | Hongkong wint met 81 runs |
|          |                           |   |                                      |                           |

| 29 maart | Schotland 273 (48.1 overs) | v | Italië 142 (37.2 overs) | Schotland wint met 131 runs |
| 29 maart |                            |   |                         | Schotland wint met 131 runs |
|          |                            |   |                         |                             |

| 30 maart | Schotland 8/231 (50 overs) | v | Bermuda 174 (50 overs) | Schotland wint met 57 runs |
| 30 maart |                            |   |                        | Schotland wint met 57 runs |
|          |                            |   |                        |                            |

### Tweede ronde
Groep E
| Team       | Gesp. | W | V | GR | NG | Ptn | RR     |
| ---------- | ----- | - | - | -- | -- | --- | ------ |
| Kenia      | 3     | 2 | 0 | 1  | 0  | 5   | 2.025  |
| Schotland  | 3     | 1 | 1 | 1  | 0  | 3   | 0.045  |
| Denemarken | 3     | 1 | 1 | 1  | 0  | 3   | −0.380 |
| Canada     | 3     | 0 | 2 | 1  | 0  | 1   | −1.617 |

| 1 april1 Verslag | Kenia 303/6 (50 overs) | v | Canada 143/8 (48 overs) | Kenia wint met 141 runs Kilat Kelab Club, Kuala Lumpur |
| 1 april1 Verslag |                        |   |                         | Kenia wint met 141 runs Kilat Kelab Club, Kuala Lumpur |
|                  |                        |   |                         |                                                        |

| 1 april1 Verslag | Schotland 167 (48 overs) | v | Denemarken 122 (45.3 overs) | Schotland wint met 45 runs RMC, Kuala Lumpur |
| 1 april1 Verslag |                          |   |                             | Schotland wint met 45 runs RMC, Kuala Lumpur |
|                  |                          |   |                             |                                              |

| 2 april1 Verslag | Canada 99/4 (29.4 overs) | v | Schotland | No result Rubber Research Institute Ground, Kuala Lumpur |
| 2 april1 Verslag |                          |   |           | No result Rubber Research Institute Ground, Kuala Lumpur |
|                  |                          |   |           |                                                          |

| 2 april1 Verslag | Kenia 33/4 (9.4 overs) | v | Denemarken | No result Kelab Aman, Kuala Lumpur |
| 2 april1 Verslag |                        |   |            | No result Kelab Aman, Kuala Lumpur |
|                  |                        |   |            |                                    |

| 4 april1 Verslag | Denemarken 126 (48.1 overs) | v | Canada 119 (27.2 overs) | Denemarken wint met 7 runs Royal Selangor Club, Kuala Lumpur |
| 4 april1 Verslag |                             |   |                         | Denemarken wint met 7 runs Royal Selangor Club, Kuala Lumpur |
|                  |                             |   |                         |                                                              |

| 4 april1 Verslag | Kenia 153 (48.2 overs) | v | Schotland 37/3 (23 overs) | Kenia wint met 26 runs (D/L) Perbadanan Kemajuan Negeri Selangor, Kuala Lumpur |
| 4 april1 Verslag |                        |   |                           | Kenia wint met 26 runs (D/L) Perbadanan Kemajuan Negeri Selangor, Kuala Lumpur |
|                  |                        |   |                           |                                                                                |

Groep F
| Team       | Gesp. | W | V | GR | NG | Ptn | RR     |
| ---------- | ----- | - | - | -- | -- | --- | ------ |
| Bangladesh | 3     | 2 | 0 | 1  | 0  | 5   | 0.969  |
| Ierland    | 3     | 2 | 0 | 1  | 0  | 5   | 0.471  |
| Nederland  | 3     | 0 | 2 | 1  | 0  | 1   | −0.424 |
| Hongkong   | 3     | 0 | 2 | 1  | 0  | 1   | −1.030 |

| 1 april1 Verslag | Hongkong 145 (45.2 overs) | v | Bangladesh 148/3 (38.2 overs) | Bangladesh wint met 7 wickets Perbadanan Kemajuan Negeri Selangor, Kuala Lumpur |
| 1 april1 Verslag |                           |   |                               | Bangladesh wint met 7 wickets Perbadanan Kemajuan Negeri Selangor, Kuala Lumpur |
|                  |                           |   |                               |                                                                                 |

| 1 april1 Verslag | Nederland 211/8 (50 overs) | v | Ierland 91/3 (23 overs) | Ierland wint met 5 runs (D/L) Kelab Aman, Kuala Lumpur |
| 1 april1 Verslag |                            |   |                         | Ierland wint met 5 runs (D/L) Kelab Aman, Kuala Lumpur |
|                  |                            |   |                         |                                                        |

| 2 april Verslag | Ierland 129 (49.1 overs) | v | Bangladesh 24/0 (6.4 overs) | No result Royal Selangor Club, Kuala Lumpur |
| 2 april Verslag |                          |   |                             | No result Royal Selangor Club, Kuala Lumpur |
|                 |                          |   |                             |                                             |

| 2 april Verslag | Hongkong 170 (47.5 overs) | v | Nederland 16/0 (5.2 overs) | No result Kilat Kelab Club, Kuala Lumpur |
| 2 april Verslag |                           |   |                            | No result Kilat Kelab Club, Kuala Lumpur |
|                 |                           |   |                            |                                          |

| 4 april Verslag | Nederland 171 (49.5 overs) | v | Bangladesh 141/7 (31.4 overs) | Bangladesh wint met 3 wickets (D/L) Rubber Research Institute Ground, Kuala Lumpur |
| 4 april Verslag |                            |   |                               | Bangladesh wint met 3 wickets (D/L) Rubber Research Institute Ground, Kuala Lumpur |
|                 |                            |   |                               |                                                                                    |

| 4 april Verslag | Ierland 223/7 (50 overs) | v | Hongkong 172 (45.3 overs) | Ierland wint met 51 runs Kelab Aman, Kuala Lumpur |
| 4 april Verslag |                          |   |                           | Ierland wint met 51 runs Kelab Aman, Kuala Lumpur |
|                 |                          |   |                           |                                                   |

### Halve finale
| 6, 7 april Verslag | Kenia 215/8 (50 overs) | v | Ierland 208/9 (50 overs) | Kenia wint met 7 runs Kilat Kelab Club, Kuala Lumpur |
| 6, 7 april Verslag |                        |   |                          | Kenia wint met 7 runs Kilat Kelab Club, Kuala Lumpur |
|                    |                        |   |                          |                                                      |

| 8, 9 april Verslag | Bangladesh 243/4 (50 overs) | v | Schotland 171 (44.5 overs) | Bangladesh wint met 72 runs Kilat Kelab Club, Kuala Lumpur |
| 8, 9 april Verslag |                             |   |                            | Bangladesh wint met 72 runs Kilat Kelab Club, Kuala Lumpur |
|                    |                             |   |                            |                                                            |

### Om de derde plaats
| 10, 11 april Verslag | Schotland 187/8 (45 overs) | v | Ierland 141/8 (39 overs) | Schotland wint met 51 runs (D/L) Kilat Kelab Club, Kuala Lumpur |
| 10, 11 april Verslag |                            |   |                          | Schotland wint met 51 runs (D/L) Kilat Kelab Club, Kuala Lumpur |
|                      |                            |   |                          |                                                                 |

### Finale
| 12, 13 april Verslag | Kenia 241/7 (50 overs) | v | Bangladesh 166/8 (25 overs) | Bangladesh wint met 2 wickets (D/L) Kilat Kelab Club, Kuala Lumpur |
| 12, 13 april Verslag |                        |   |                             | Bangladesh wint met 2 wickets (D/L) Kilat Kelab Club, Kuala Lumpur |
|                      |                        |   |                             |                                                                    |

## Wedstrijden verliezerstoernooi
De landen die in de eerste ronde als derde eindigden, speelden om de plaatsen 9 t/m 12. De landen die als vierde eindigden om de plaatsen 13 t/m 16. De overige landen speelden om de plaatsen 17 t/m 22. 
De twee landen die in de tweede ronde als derde eindigden, speelden om de vijfde plaats. De landen die als laatste eindigden om de zevende plaats.

### Om plaatsen 17 t/m 22
De zes landen die vijfde of zesde eindigden speelden in deze ronde tegen elkaar. Mogelijk werd het land met de beste run rate gekoppeld aan het land met het slechtste, en de nummer twee met de nummer vijf.
De drie winnaars spelen door om de plaatsen 17, 18 of 19. De verliezers om de plaatsen 20, 21 en 22. 
| 1 april Verslag | Argentinië 150 (46.3 overs) | v | Gibraltar 151/6 (41.1 overs) | Gibraltar wint met 4 wickets Royal Selangor Club, Kuala Lumpur |
| 1 april Verslag |                             |   |                              | Gibraltar wint met 4 wickets Royal Selangor Club, Kuala Lumpur |
|                 |                             |   |                              |                                                                |

| 1 april Verslag | West-Afrika 247/6 (50 overs) | v | Israël 57 (21.1 overs) | West-Afrika wint met 190 runs RMC, Kuala Lumpur |
| 1 april Verslag |                              |   |                        | West-Afrika wint met 190 runs RMC, Kuala Lumpur |
|                 |                              |   |                        |                                                 |

| 2 april Verslag | Oost- en Centraal-Afrika 232 (49.5 overs) | v | Italië | No result. Oost- en Centraal-Afrika gaat door op basis van een beter run rate University of Malaya, Kuala Lumpur |
| 2 april Verslag |                                           |   |        | No result. Oost- en Centraal-Afrika gaat door op basis van een beter run rate University of Malaya, Kuala Lumpur |
|                 |                                           |   |        | |

Om plaatsen 17, 18 en 19
Gibraltar en West-Afrika speelden eerst om te bepalen wie om de plaats 17e mocht spelen. Mogelijk omdat zij van de drie landen de laagste run rate hadden in de eerste ronde.
| 2 april Verslag | West-Afrika 132 (49.2 overs) | v | Gibraltar 10/1 (2 overs) | No result. West-Afrika gaat door op basis van een beter run rate Victoria Institution, Kuala Lumpur |
| 2 april Verslag |                              |   |                          | No result. West-Afrika gaat door op basis van een beter run rate Victoria Institution, Kuala Lumpur |
|                 |                              |   |                          | |

Gibraltar verloor en eindigde daarmee als 19e.
Vervolgens speelde winnaar Wst-Afrika tegen het derde land, Oost- en Centraal-Afrika om de 17e plaats.
| 4 april Verslag | Oost- en Centraal-Afrika 158 (49.4 overs) | v | West-Afrika 113 (42.2 overs) | Oost- en Centraal-Afrika wint met 45 runs RMC, Kuala Lumpur |
| 4 april Verslag |                                           |   |                              | Oost- en Centraal-Afrika wint met 45 runs RMC, Kuala Lumpur |
|                 |                                           |   |                              |                                                             |

Om plaatsen 20, 21 en 22
Eerst speelden Israël en Argentinië tegen elkaar om de 20e plaats.Mogelijk omdat zij van de drie landen de hoogste run rate hadden in de eerste ronde.
| 4 april Verslag | Israël 64 (21.5 overs) | v | Argentinië 65/1 (27.3 overs) | Argentinië wint met 9 wickets Victoria Institution, Kuala Lumpur |
| 4 april Verslag |                        |   |                              | Argentinië wint met 9 wickets Victoria Institution, Kuala Lumpur |
|                 |                        |   |                              |                                                                  |

Argentinië won en eindigde daarmee als 20e.
Israël zou spelen tegen het derde land, Italië om de 21e plaats, maar die wedstrijd werd afgelast.
| 5 april | Israël | v | Italië | No result Victoria Institution, Kuala Lumpur |
| 5 april |        |   |        | No result Victoria Institution, Kuala Lumpur |
|         |        |   |        |                                              |

Omdat de wedstrijd werd afgelast eindigden beide landen gedeeld op de 21e plaats.

### Om plaatsen 13 t/m 16
De winnaars van de kruiswedstrijden spelen om de 13e plaats. De verliezers om de 15e plaats.
Kruiswedstrijden
| 1 april Verslag | Papoea-Nieuw-Guinea 134 (27.3 overs) | v | Namibië 129 (47.5 overs) | Papoea-Nieuw-Guinea wint met 5 runs University of Malaya, Kuala Lumpur |
| 1 april Verslag |                                      |   |                          | Papoea-Nieuw-Guinea wint met 5 runs University of Malaya, Kuala Lumpur |
|                 |                                      |   |                          |                                                                        |

| 2 april Verslag | Maleisië 130 (48.2 overs) | v | Singapore 54/3 (18.1 overs) | Singapore wint met 7 wickets (D/L) Rubber Research Institute Ground, Kuala Lumpur |
| 2 april Verslag |                           |   |                             | Singapore wint met 7 wickets (D/L) Rubber Research Institute Ground, Kuala Lumpur |
|                 |                           |   |                             |                                                                                   |

Om de 15e plaats
| 4 april Verslag | Maleisië 142 (48.3 overs) | v | Namibië 147/3 (35.3 overs) | Namibië wint met 7 wickets Kilat Kelab Club, Kuala Lumpur |
| 4 april Verslag |                           |   |                            | Namibië wint met 7 wickets Kilat Kelab Club, Kuala Lumpur |
|                 |                           |   |                            |                                                           |

Om de 13e plaats
| 5 april Verslag | Papoea-Nieuw-Guinea 166 (45.1 overs) | v | Singapore 96 (41.4 overs) | Papoea-Nieuw-Guinea wint met 70 runs Royal Selangor Club, Kuala Lumpur |
| 5 april Verslag |                                      |   |                           | Papoea-Nieuw-Guinea wint met 70 runs Royal Selangor Club, Kuala Lumpur |
|                 |                                      |   |                           |                                                                        |

### Om plaatsen 9 t/m 12
De winnaars van de kruiswedstrijden speelen om de 9e plaats. De verliezers om de 11e plaats.
Kruiswedstrijden
| 1 april Verslag | Verenigde Arabische Emiraten 189/8 (50 overs) | v | Verenigde Staten 155 (40.2 overs) | Verenigde Arabische Emiraten wint met 34 runs Victoria Institution, Kuala Lumpur |
| 1 april Verslag |                                               |   |                                   | Verenigde Arabische Emiraten wint met 34 runs Victoria Institution, Kuala Lumpur |
|                 |                                               |   |                                   |                                                                                  |

| 2 april Verslag | Bermuda 146 (46 overs) | v | Fiji 46/3 (12.3 overs) | No result Perbadanan Kemajuan Negeri Selangor, Kuala Lumpur |
| 2 april Verslag |                        |   |                        | No result Perbadanan Kemajuan Negeri Selangor, Kuala Lumpur |
|                 |                        |   |                        |                                                             |

Om de 11e plaats
| 5 april Verslag | Verenigde Staten 193 (48.3 overs) | v | Fiji 197/5 (47 overs) | Fiji wint met 5 wickets RMC, Kuala Lumpur |
| 5 april Verslag |                                   |   |                       | Fiji wint met 5 wickets RMC, Kuala Lumpur |
|                 |                                   |   |                       |                                           |

Om de 9e plaats
| 5 april Verslag | Bermuda 214/8 (50 overs) | v | Verenigde Arabische Emiraten 156 (40.2 overs) | Bermuda wint met 58 runs Kelab Aman, Kuala Lumpur |
| 5 april Verslag |                          |   |                                               | Bermuda wint met 58 runs Kelab Aman, Kuala Lumpur |
|                 |                          |   |                                               |                                                   |

### Om plaatsen 5 t/m 8
De nummers vier uit de tweede ronde speelden om de 7e plaats. De nummers drie om de 5e plaats.
Om de 7e plaats
| 5 april Verslag | Hongkong 125 (42.4 overs) | v | Canada 126/6 (41.5 overs) | Canada wint met 4 wickets Perbadanan Kemajuan Negeri Selangor, Kuala Lumpur |
| 5 april Verslag |                           |   |                           | Canada wint met 4 wickets Perbadanan Kemajuan Negeri Selangor, Kuala Lumpur |
|                 |                           |   |                           |                                                                             |

Om de 5e plaats
| 5 april Verslag | Nederland 198/8 (50 overs) | v | Denemarken 200/7 (49.4 overs) | Denemarken wint met 3 wickets Rubber Research Institute Ground, Kuala Lumpur |
| 5 april Verslag |                            |   |                               | Denemarken wint met 3 wickets Rubber Research Institute Ground, Kuala Lumpur |
|                 |                            |   |                               |                                                                              |